# Liste Abraccine des 100 meilleurs films brésiliens
La liste Abraccine des 100 meilleurs films brésiliens est issue d'une enquête menée par l'Association brésilienne des critiques de cinéma (Abraccine) avec la participation des principaux critiques de cinéma du pays. La liste a été publiée dans un livre en édition de luxe intitulé Os 100 Melhores Filmes Brasileiros. Son lancement a eu lieu en septembre 2016 lors du Festival du film de Gramado. Le livre comporte également des critiques sur les œuvres sélectionnées,.
Le classement est une synthèse des listes individuelles des 25 meilleurs films brésiliens. Une centaine de membres d'Abraccine — parmi lesquels Pablo Villaça (pt), Celso Sabadin (pt), Amir Labaki (pt), Francisco Russo, João Batista de Brito (pt), Rubens Ewald Filho (pt) et Jean-Claude Bernardet (pt) — ont participé au processus. 379 œuvres ont été sélectionnées dans un premier temps sur base des listes individuelles.
| No  | Titre                                                                                    | Réalisateur                               | Année |
| --- | ---------------------------------------------------------------------------------------- | ----------------------------------------- | ----- |
| 1   | Limite                                                                                   | Mário Peixoto                             | 1931  |
| 2   | Le Dieu noir et le Diable blond (Deus e o Diabo na Terra do Sol)                         | Glauber Rocha                             | 1964  |
| 3   | Sécheresse (Vidas Secas)                                                                 | Nelson Pereira Dos Santos                 | 1963  |
| 4   | Cabra Marcada para Morrer                                                                | Eduardo Coutinho                          | 1984  |
| 5   | Terre en transe (Terra em Transe)                                                        | Glauber Rocha                             | 1967  |
| 6   | O Bandido da Luz Vermelha                                                                | Rogério Sganzerla                         | 1968  |
| 7   | São Paulo, Sociedade Anônima                                                             | Luís Sérgio Person (pt)                   | 1965  |
| 8   | La Cité de Dieu (Cidade de Deus)                                                         | Fernando Meirelles et Kátia Lund          | 2002  |
| 9   | La Parole donnée (O Pagador de Promessas)                                                | Anselmo Duarte                            | 1962  |
| 10  | Macunaïma (Macunaíma)                                                                    | Joaquim Pedro de Andrade                  | 1969  |
| 11  | Central do Brasil                                                                        | Walter Salles                             | 1998  |
| 12  | Pixote, la loi du plus faible (Pixote, a Lei do Mais Fraco)                              | Héctor Babenco                            | 1981  |
| 13  | L'Île aux fleurs (Ilha das Flores)                                                       | Jorge Furtado                             | 1989  |
| 14  | Ils ne portent pas de smoking (Eles Não Usam Black-tie)                                  | Leon Hirszman                             | 1981  |
| 15  | Les Bruits de Recife (O Som ao Redor)                                                    | Kleber Mendonça Filho                     | 2012  |
| 16  | À la gauche du père (Lavoura arcaica)                                                    | Luiz Fernando Carvalho                    | 2001  |
| 17  | Jogo de Cena                                                                             | Eduardo Coutinho                          | 2007  |
| 18  | Bye Bye Brasil                                                                           | Carlos Diegues                            | 1979  |
| 19  | Le Hold-up du train postal (O Assalto ao Trem Pagador)                                   | Roberto Farias                            | 1962  |
| 20  | São Bernardo                                                                             | Leon Hirszman                             | 1972  |
| 21  | Iracema (pt) (Iracema - Uma Transa Amazônica)                                            | Jorge Bodanzky (pt) et Orlando Senna (pt) | 1975  |
| 22  | Les Jeux de la nuit (Noite Vazia)                                                        | Walter Hugo Khouri                        | 1964  |
| 23  | Les Fusils (Os Fuzis)                                                                    | Ruy Guerra                                | 1964  |
| 24  | Ganga Bruta                                                                              | Humberto Mauro                            | 1933  |
| 25  | Bang Bang                                                                                | Andrea Tonacci                            | 1971  |
| 26  | Matraga (A Hora e Vez de Augusto Matraga)                                                | Roberto Santos                            | 1965  |
| 27  | Rio, 40° (Rio, Quarenta Graus)                                                           | Nelson Pereira dos Santos                 | 1955  |
| 28  | Edificio Master                                                                          | Eduardo Coutinho                          | 2002  |
| 29  | Mémoires de prison (Memórias de Cárcere)                                                 | Nelson Pereira dos Santos                 | 1984  |
| 30  | Troupe d'élite (Tropa de Elite)                                                          | José Padilha                              | 2007  |
| 31  | Le Prêtre et la Jeune Fille (O Padre e a Moça)                                           | Joaquim Pedro de Andrade                  | 1966  |
| 32  | Serras da Desordem                                                                       | Andrea Tonacci                            | 2006  |
| 33  | Santiago                                                                                 | João Moreira Salles                       | 2007  |
| 34  | Antonio das Mortes (O Dragão da Maldade contra o Santo Guerreiro)                        | Glauber Rocha                             | 1969  |
| 35  | Troupe d'élite 2 (Tropa de Elite 2: O Inimigo Agora É Outro)                             | José Padilha                              | 2010  |
| 36  | O Invasor                                                                                | Beto Brant                                | 2002  |
| 37  | Todas as Mulheres do Mundo (pt)                                                          | Domingos de Oliveira (pt)                 | 1966  |
| 38  | Il a tué sa famille et est allé au cinéma (Matou a Família e Foi ao Cinema)              | Júlio Bressane                            | 1969  |
| 39  | Dona Flor et ses deux maris (Dona Flor e Seus Dois Maridos)                              | Bruno Barreto                             | 1976  |
| 40  | La Plage du désir (Os Cafajestes)                                                        | Ruy Guerra                                | 1962  |
| 41  | O Homem do Sputnik (pt)                                                                  | Carlos Manga (pt)                         | 1959  |
| 42  | A Hora da Estrela                                                                        | Suzana Amaral                             | 1985  |
| 43  | Sem Essa, Aranha (pt)                                                                    | Rogério Sganzerla                         | 1970  |
| 44  | Superoutro                                                                               | Edgard Navarro (pt)                       | 1989  |
| 45  | Filme Demência (pt)                                                                      | Carlos Reichenbach                        | 1986  |
| 46  | À minuit, je posséderai ton âme (À Meia-Noite Levarei Sua Alma)                          | José Mojica Marins                        | 1964  |
| 47  | Terre lointaine (Terra Estrangeira )                                                     | Walter Salles et Daniela Thomas           | 1995  |
| 48  | A Mulher de Todos (pt)                                                                   | Rogério Sganzerla                         | 1969  |
| 49  | Rio, zone Nord (Rio Zona Norte)                                                          | Nelson Pereira dos Santos                 | 1957  |
| 50  | L'Âme corsaire (Alma Corsária)                                                           | Carlos Reichenbach                        | 1993  |
| 51  | A Margem                                                                                 | Ozualdo Candeias                          | 1967  |
| 52  | Toute nudité sera châtiée (Toda Nudez Será Castigada)                                    | Arnaldo Jabor                             | 1973  |
| 53  | Madame Satã                                                                              | Karim Aïnouz                              | 2002  |
| 54  | A Falecida                                                                               | Leon Hirszman                             | 1965  |
| 55  | L'Éveil de la bête (O Ritual dos Sádicos)                                                | José Mojica Marins                        | 1970  |
| 56  | Tudo Bem                                                                                 | Arnaldo Jabor                             | 1978  |
| 57  | L'Âge de la Terre (A Idade da Terra)                                                     | Glauber Rocha                             | 1980  |
| 58  | Avril brisé (Abril despedaçado)                                                          | Walter Salles                             | 2001  |
| 59  | O Grande Momento                                                                         | Roberto Santos                            | 1958  |
| 60  | O Lobo Atrás da Porta                                                                    | Fernando Coimbra                          | 2015  |
| 61  | Le Baiser de la femme araignée (O Beijo da Mulher Aranha)                                | Hector Babenco                            | 1985  |
| 62  | O Homem Que Virou Suco (pt)                                                              | João Batista de Andrade (pt)              | 1981  |
| 63  | O Auto da Compadecida                                                                    | Guel Arraes (pt)                          | 2000  |
| 64  | Sans peur, sans pitié (O Cangaceiro)                                                     | Lima Barreto                              | 1953  |
| 65  | A Lira do Delírio (pt)                                                                   | Walter Lima Jr.                           | 1978  |
| 66  | O Caso dos Irmãos Naves (pt)                                                             | Luís Sérgio Person (pt)                   | 1967  |
| 67  | Bus 174 (Ônibus 174)                                                                     | José Padilha                              | 2002  |
| 68  | Un ange est né (pt) (O Anjo Nasceu)                                                      | Júlio Bressane                            | 1969  |
| 69  | Meu Nome é... Tonho                                                                      | Ozualdo Candeias                          | 1969  |
| 70  | Le Ciel de Suely (O Céu de Suely)                                                        | Karim Aïnouz                              | 2006  |
| 71  | Une seconde mère (Que Horas Ela Volta?)                                                  | Anna Muylaert                             | 2015  |
| 72  | La Bête à sept têtes (Bicho de Sete Cabeças)                                             | Laís Bodanzky                             | 2001  |
| 73  | Tatuagem (pt)                                                                            | Hilton Lacerda (pt)                       | 2013  |
| 74  | Estômago                                                                                 | Marcos Jorge (pt)                         | 2007  |
| 75  | Cinéma, Aspirines et Vautours (pt) (Cinema, Aspirinas e Urubus)                          | Marcelo Gomes                             | 2005  |
| 76  | Baile Perfumado (pt)                                                                     | Lírio Ferreira et Paulo Caldas (pt)       | 1996  |
| 77  | Pra Frente, Brasil                                                                       | Roberto Farias                            | 1982  |
| 78  | Ultimatum (Lúcio Flávio, o Passageiro da Agonia)                                         | Hector Babenco                            | 1977  |
| 79  | O Viajante (pt)                                                                          | Paulo César Saraceni                      | 1999  |
| 80  | Anjos do Arrabalde (pt)                                                                  | Carlos Reichenbach                        | 1987  |
| 81  | Mar de Rosas                                                                             | Ana Carolina                              | 1977  |
| 82  | O País de São Saruê (pt)                                                                 | Vladimir Carvalho (pt)                    | 1971  |
| 83  | Sacrée Barbaque (A Marvada Carne)                                                        | André Klotzel                             | 1985  |
| 84  | Sargento Getúlio (pt)                                                                    | Hermano Penna                             | 1983  |
| 85  | Inocência (pt)                                                                           | Walter Lima Jr.                           | 1983  |
| 86  | Amarelo Manga (pt)                                                                       | Cláudio Assis (pt)                        | 2002  |
| 87  | Os Saltimbancos Trapalhões (pt)                                                          | J. B. Tanko                               | 1981  |
| 88  | Di Cavalcanti                                                                            | Glauber Rocha                             | 1977  |
| 89  | Les Conspirateurs (Os Inconfidentes)                                                     | Joaquim Pedro de Andrade                  | 1972  |
| 90  | Cette nuit, je m'incarnerai dans ton cadavre (Esta Noite Encarnarei no Teu Cadáver)      | José Mojica Marins                        | 1967  |
| 91  | Cabaret Mineiro (pt)                                                                     | Carlos Alberto Prates Correia (pt)        | 1980  |
| 92  | Chuvas de Verão                                                                          | Carlos Diegues                            | 1978  |
| 93  | Dois Córregos (pt)                                                                       | Carlos Reichenbach                        | 1999  |
| 94  | Aruanda                                                                                  | Linduarte Noronha                         | 1960  |
| 95  | Carandiru                                                                                | Héctor Babenco                            | 2003  |
| 96  | Bla Bla Blá                                                                              | Andrea Tonacci                            | 1968  |
| 97  | O Palhaço (pt)                                                                           | Selton Mello                              | 2011  |
| 98  | O Signo do Caos (pt)                                                                     | Rogério Sganzerla                         | 2003  |
| 99  | L'Année où mes parents sont partis en vacances (O Ano em que Meus Pais Saíram de Férias) | Cao Hamburger (pt)                        | 2006  |
| 100 | Meteorango Kid: Herói Intergalático (pt)                                                 | André Luiz Oliveira                       | 1969  |